# Dieter Steinmann
Dieter Steinmann (Dieter-Jürgen Steinmann; * 2. April 1950 in Bochum) ist ein ehemaliger deutscher Sprinter.
Bei den Olympischen Spielen 1976 in Montreal erreichte er über 100 Meter das Viertelfinale und in der 4-mal-100-Meter-Staffel das Halbfinale.
1977 wurde er beim Leichtathletik-Weltcup in Düsseldorf Fünfter in der 4-mal-100-Meter-Staffel.
1976 wurde er Deutscher Meister über 100 Meter. Mit dem TV Wattenscheid 01 wurde er fünfmal (1973, 1974, 1975, 1976, 1978) Deutscher Meister in der 4-mal-100-Meter-Staffel.

## Persönliche Bestzeiten
- 100 m: 10,36 s, 14. August 1976, Frankfurt am Main
- 200 m: 21,11 s, 1. September 1976, Köln
- Weitsprung: 7,73 m, 31. Mai 1975, Weinheim